# Barrikadnaja (stanice metra v Moskvě)
Barrikadnaja (rusky Баррикадная) je stanice moskevského metra.
Je to přestupní pilířová ražená trojlodní stanice; kříží se zde linky Tagansko-Krasnopresněnskaja a Kolcevaja. Stanice je pojmenovaná podle barikády, postavené během revoluce v roce 1905 v ulici Krasnaja Presňa. Vybudována byla na počátku 70. let; zprovozněna jako jižní konečná Krasnopresněnské linky 30. prosince 1972. Po následující tři roky pak sloužila jako dočasná koncová, než byl dobudován jižní úsek. Vzhledem k obtížným geologickým podmínkám zde musely být oproti původnímu projektu rozšířeny pilíře.
Obklad v prostoru nástupiště tvoří mramor v načervenalých tónech (pilíře) a pak i v dalších různých barvách (stěny za nástupištěm). Ten je v určitých místech proložen reliéfy s tematikou socialistického realismu.
Stanice má jeden výstup, který vede z jednoho konce střední lodi po tříramenných hlubinných eskalátorech do velkého povrchového vestibulu, umístěného na stejnojmenné ulici. Z druhého konce střední lodě pak vychází přestupní chodba do druhé stanice.